# Accor Arena
O Accor Arena, geralmente abreviado como Paris-Bercy, é uma arena na França, localizada em Paris. A arena recebe diversos eventos como, hóquei, basquete, futebol e shows musicais. Grandes nomes como Mariah Carey, David Guetta, Adele, Britney Spears, Kylie Minogue, Janet Jackson, Eminem, Shakira, Katy Perry, Madonna, Beyoncé, Justin Bieber, Drake, Bruno Mars, Maroon 5, Lady Gaga, The Rolling Stones, Paul McCartney, Metallica, Iron Maiden, Kiss, Scorpions, Ariana Grande, Rammstein, The Cranberries e outros.
É a arena que recebe o ATP de Paris desde 1986.
Recebeu as competições do basquetebol, da ginástica artística, ginástica rítmica e ginástica de trampolim nos Jogos Olímpicos de Verão de 2024.
Nos Jogos Paralímpicos de Verão de 2024 foi a casa do  basquetebol em cadeira de rodas.